# Тар-л’Аббеи
Тар-л’Аббеи́ (фр. Tart-l’Abbaye) — коммуна во Франции, находится в регионе Бургундия. Департамент коммуны — Кот-д’Ор. Входит в состав кантона Женли. Округ коммуны — Дижон.
Код INSEE коммуны — 21621.

## Население
Население коммуны на 2010 год составляло 231 человек.
| 1962 | 1968 | 1975 | 1982 | 1990 | 1999 | 2010 |
| ---- | ---- | ---- | ---- | ---- | ---- | ---- |
| 102  | 101  | 99   | 147  | 195  | 222  | 231  |

## Экономика
В 2010 году среди 158 человек трудоспособного возраста (15—64 лет) 118 были экономически активными, 40 — неактивными (показатель активности — 74,7 %, в 1999 году было 71,9 %). Из 118 активных жителей работали 110 человек (63 мужчины и 47 женщин), безработных было 8 (2 мужчин и 6 женщин). Среди 40 неактивных 9 человек были учениками или студентами, 14 — пенсионерами, 17 были неактивными по другим причинам.